# Route 23 (Ontario)
Pour les articles homonymes, voir Route 23.
La route 23 est une route provinciale de l'Ontario reliant la route 7 à Harriston, soit à la route 9. Elle s'étend sur 97,7 kilomètres.

## Tracé
La route 23 débute à Elginfield, au sud-est de Lucan, avant de se diriger vers le nord-nord-est sur toute sa longueur. Elle traverse la vallée agricole du comté de Perth en plus de passer dans les petites villes de Mitchell, Monkton, Atwood et Listowel et Palmerston. Elle se termine à Harriston, sur la route 9. 